# Szerves kémiai nómenklatúra
Ez a szócikk az IUPAC által kiadott szerves kémiai nevezéktant ismerteti. E nevezéktan a klasszikus vegyértékkötésekre épül, és nem veszi figyelembe az elektronkonfigurációt.
A nevezéktan alapja: alapvegyületekből nevezéktani műveletekkel levezetni a vegyület szerkezetét. Az alapvegyületek egyenes láncú nyílt vegyületek, gyűrűrendszerek vagy a nómenklatúrában felsorolt (gyakori, triviális nevű) vegyületek. A művelet a legtöbb esetben a hidrogénatomok helyettesítése másik atommal vagy atomcsoporttal, ezért szubsztitúciós nómenklatúrának is nevezik. A nevezéktan megadja az alapvegyületeket és a lehetséges műveleteket.
Az alapvegyületeknek két típusuk van. Az egyik atomokból (pontosabban: egycentrumos hidridekből) a már említett nevezéktani műveletekkel keletkezik. A másik típusban triviális nevű vegyületek vannak, melyekben kivételesen elágazás is lehet.
Az alapvegyületből következik az elnevezés minden más része: a műveletek, az atomok számozása, a név elemeinek sorrendje, stb. Az alapvegyület kiválasztása – bár vannak rá ajánlások – többféleképpen lehetséges, így egy vegyületnek többféle szabályos IUPAC-neve lehet.
A nevezéktan elsődleges célja, hogy minden vegyületnek olyan neve legyen, mely egyértelműen azonosítja a vegyületet. További fontos cél a lehetőségek szerinti egyszerűség, valamint a korábbi, gyakorlatban már elterjedt nevek beépítése a rendszerbe.
A nevezéktannak nem célja, hogy minden vegyületnek egyetlen szabványos („ajánlott”) neve legyen.

## Példa a nevezéktan használatára
Ugyanazon vegyület nevének előállítása kétféle nevezéktannal.

| Alapvegyület | Művelet           | Vegyület |
| ------------ | ----------------- | -------- |
|              | szubsztitúció     |          |
|              | addíció (oxigéné) |          |

## Vegyérték
Az atom összes kémiai kötéseinek száma, mellyel az alapvegyületbeli atomhoz vagy hidrogénatomhoz kapcsolódik. A nevezéktan az alábbi vegyértékeket tekinti standardnak:
| Vegyérték | Elem           |
| --------- | -------------- |
| 4         | C Si Ge Sn Pb  |
| 3         | B N P As Sb Bi |
| 2         | O S Se Te Po   |
| 1         | F Cl Br I At   |

A vegyületek nevében a nem szabványos vegyértéket λn alakban lehet megadni, ha az szükséges. Pl.: a H3C–SH5 szerkezeti képletű vegyületben a kén vegyértéke 6. A vegyérték feltüntetése: metil-λ6-szulfán. Ritkán használják.

## Kettős kötések
A szénatomok közötti kettős kötést a vegyületnév töve utáni -én utótaggal jelezzük. Két kettős kötés esetén az utótag -dién, három esetén -trién stb. Pl. az etán névtöve et, a kettős kötést tartalmazó vegyület IUPAC-neve etén.
A kettős kötés helyét a névtő és az -én utótag közötti számmal adjuk meg. Pl. a but-2-én(en) a 2-es és 3-as szénatom közötti kettős kötést jelenti. Mindig a kisebb számú szénatomot adjuk meg.
Többgyűrűs vegyületekben előfordul, hogy a kettős kötés nem szomszédos számú szénatomok között van. Ilyenkor a kisebbik szám után zárójelben adjuk meg a nagyobbat. Pl.: ...2(10)-én a 2-es és 10-es szénatom közötti kettős kötést jelent.
Az -én utótag a szubtrakció műveletének egyik használata.
Egyszerűbb vegyületekben a kettős kötés helyét jelző számot a vegyület neve előtt tüntetjük fel. Pl. a but-2-én és 2-butén azonos vegyület.

### Kettős kötések gyűrűkben
Telítetlen vegyületen olyan vegyületet értünk, melyben van két szomszédos szénatom, melyek között kettős vagy hármas kötés van. E fejezetben a kettős kötésekről lesz szó. (A hármas kötés gyűrűkben nagyon ritka.)
A gyűrűs vegyületek két csoportját vették az alapvegyületek közé. Az egyik csoport a telített, a másik a teljesen telítetlen gyűrűk. Az előbbi egyszerűbb, viszont az utóbbiba tartoznak a gyakorlati szempontból nagyon fontos aromás vegyületek.
Teljesen telítetlen gyűrűn olyan gyűrűt értünk, amely a lehető legnagyobb számú nem szomszédos kettős kötést tartalmazza.
A nem teljesen telítetlen gyűrűk elnevezésében kiindulhatunk a telített alapgyűrűből, és a névben jelezzük, hol vannak kettős kötések. A másik lehetőség, hogy a teljesen telítetlen alapvegyületből indulunk, és jelezzük a telített atomokat.
A gyűrűkben nagyon ritka a szomszédos kettős kötés. Ha mégis előfordul, a névben a megfelelő gyűrűatomnál δn alakban jelezhetjük, ahol n az atomból induló kettős kötések száma.
Példa:

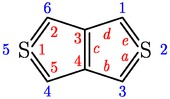
2λ^{4}δ^{2},5λ^{4}δ^{2}-tieno[3,4-c]tiofén

Az ábrán egy biciklusos, kondenzált gyűrűs vegyület látható. A bal gyűrű tienol, a jobb oldali tiofén. A kondenzált gyűrű neve …tieno[…]tiofén. A prefix mondja meg a két kénatom helyét a kondenzált gyűrűben, a szögletes zárójelbeli kifejezés pedig a két gyűrű csatlakozási helyét a két gyűrűben.
A kondenzált gyűrűket a jobb felső gyűrűtől kezdődően, az óramutató járásával azonos irányban számozzuk (miután a molekulát a megfelelő helyzetbe forgattuk; az ábra már ezt a helyzetet mutatja). A közös szénatomok nem kapnak számot. Az atomok sorszámait a külső kék számok jelzik.
A két kénatom a 2-es és 5-ös pozícióban van, a vegyület neve tehát 2,5-tieno[…]tiofén.
A jobb oldali kénatomnál a 2-es szám után jelezhetjük, hogy 4 vegyértékű: 2λ4, ill. hogy két kettős kötést tartalmaz: 2δ2. Ha mindkettőt meg akarjuk adni: 2λ4δ2. Az 5-ös pozícióbeli kén teljesen hasonló.
A csatlakozó atompár megadásához a tienol atomjait megszámozzuk az izolált heterogyűrűs vegyület számozási szabályai szerint, azaz a kénnel kezdve. Ezt mutatják a gyűrűbeli piros számok. (A molekula szimmetrikus, és a számozás iránya a csatlakozási hely szempontjából is mindegy.) A gyűrű a 3-as és 4-es szénatommal csatlakozik a másikhoz.
A tiofénnél a csatlakozási élt adjuk meg. Itt is az izolált heterogyűrűs vegyület számozási szabályai szerint számozunk. Az 1,2 szénatom adja az a élt, a 2,3 a b-t, a 3,4 a csatlakozó c élet. A két gyűrű csatlakozó éle így lesz 3,4-c.
A kondenzált gyűrűs nómenklatúráról külön szócikk szól.
A második gyűrű csatlakozását is megadhatjuk a csatlakozó atomokkal; ez esetben [3,4:4,3] alakot kapunk. A két gyűrű csatlakozási élének megadására más lehetőség is van a nevezéktanban (áthidalt gyűrűs nómenklatúra). A szögletes zárójelen belüli központozásból kiderül, melyik változatot használtuk.

## Nevezéktani műveletek

### Szubsztitúció
Egy vagy több hidrogén helyettesítése másik atommal vagy atomcsoporttal. A helyettesítés tényét a vegyület nevében elő- vagy utótag jelzi (jobb oldali táblázat), mely többszörözhető.
A táblázatban a (C) azt jelzi, hogy a szénatom nem számít bele az atomok számozásába. Az M „vegyjel” fématomot, az R szénláncot jelöl. A hal helyére fluor, klór, bróm vagy jód helyettesítendő. Pl. az acetil-klorid másik neve etanoil-klorid. Az acet a megfelelő karbonsavmaradékkal helyettesíthető.
Példa: fenil-oxirán (lásd fenn). További példák:
|  |  |  |  |  |  | A helyettesítést jelző utótag: -ol. |

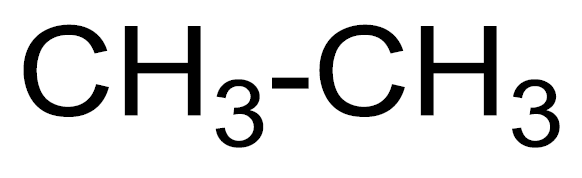
Etán

Etanol

Bután

Butánsav
Propánkarbonsav

|  |  |  |  |  |  | A butánsav és a propánkarbonsav ugyanazt a molekulát jelöli: az az eltárás, hogy a karboxil-csoport C-je beleszámít-e a szénatomok számába. Na-sója a nátrium-butanoát, másik néven nátrium-propánkarboxilát. |

### Helyettesítés
Atomcsoport vagy hidrogéntől különböző atom (legtöbbször szén) helyettesítése másik elemmel. „a”-nómenklatúrának is nevezik, mert a helyettesítést jelző előtagok a-ra végződnek.

9H-fluorén

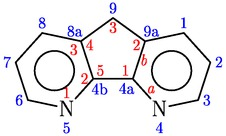
9H-4,5-diazafluorén

|  |  | A nitrogén „a”-prefixe aza. A kondenzált gyűrűhármas 4-es és 5-ös szénatomját cserélte nitrogénre. A kondenzált gyűrű teljesen telítetlen, de van egy telített szénatomja. A 9H ennek helyét adja meg. A jobb oldali vegyület másik neve: 9H-pirido[3',2':4,5]ciklopenta[1,2-b]piridin. |

A helyettesítés másik esete az oxigén vagy oxigéntartalmú csoport helyettesítése:
|  |  |  |  | A helyettesítést a tio o-ja jelzi. |

2H-

2H-

A heterogyűrűs vegyületek elnevezési szabályait a Hantzsch–Widman-nevezéktan szócikk ismerteti.

### Addíció
A vegyületet komponensekből állítjuk össze formálisan úgy, hogy a komponensek valamennyi atomját felhasználjuk.
Az additív nómenklatúra leggyakoribb előtagja a hidro-. Részlegesen telítetlen gyűrű telített atomjait jelezhetjük vele:

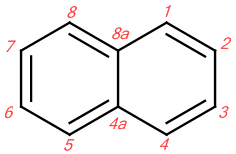
Naftalin

1,2,3,4-tetrahidronaftalin

|  |  |  |  | A tetrahidro- előtag négy H-atom hozzáadását jelenti. A vegyület triviális neve tetralin(en). |

A homo- előtag egy metiléncsoportot ad a vegyülethez.
Példa: a műveletet additív utótaggal jelöljük:

Piridin

|  |  |  |  | Az -ium utótag egy H+ hozzáadását jelenti. |

Az addíció harmadik formája egy vagy több helyettesítő előtag hozzáadása egy osztályhoz. A helyettesítő előtag lehet egy alapvegyület, erre példa a  sztirol-oxid (lásd fenn).
A helyettesítő előtag másik formája a mára már elavult gyök nómenklatúra. Ha egy tag többször szerepel, többszöröző előtaggal adható meg.
Példák az osztálynevek használatára:

Etil-alkohol

|  |  | Az etil az etánból képzett gyök. Az alkohol az –OH osztályneve.                                                                |

|  |  | A fenil a benzolból képzett gyök. Az –O– az éter osztályneve. A kétszer szereplő fenilt a di- többszöröző előtaggal adjuk meg. |

Osztály megadása nélkül az addíció használható szubsztituens előtagok összeadására vagy többszörözésére. Pl.: pentil + oxi → pentiloxi, fenil + fenil → bifenil.
Az addíció használata általában nem preferált, bár vannak esetek, amikor leegyszerűsíti a nevet.

### Konjunkció

5-hidroxiindolecetsav

Vegyületek összekapcsolása oly módon, hogy mindegyikből elhagyunk egy-egy, két-két stb. hidrogénatomot. A vegyületek ezen hidrogénatomok helyén kapcsolódnak össze.
A vegyület nevében a műveletnek nincsenek elő- és utótagjai: azt a komponensek egymás mellé írása jelzi.
Rendszerint olyankor használják, amikor a vegyület egy gyűrű(rendszer)ből és egy szénláncból áll, és mindkét komponens zárja a láncot. E kettőn kívül legfeljebb a szénlánchoz kapcsolódó helyettesítőcsoportok vannak a vegyületben, melyek helyét görög betűkkel jelzik.

5-hidroxiindol

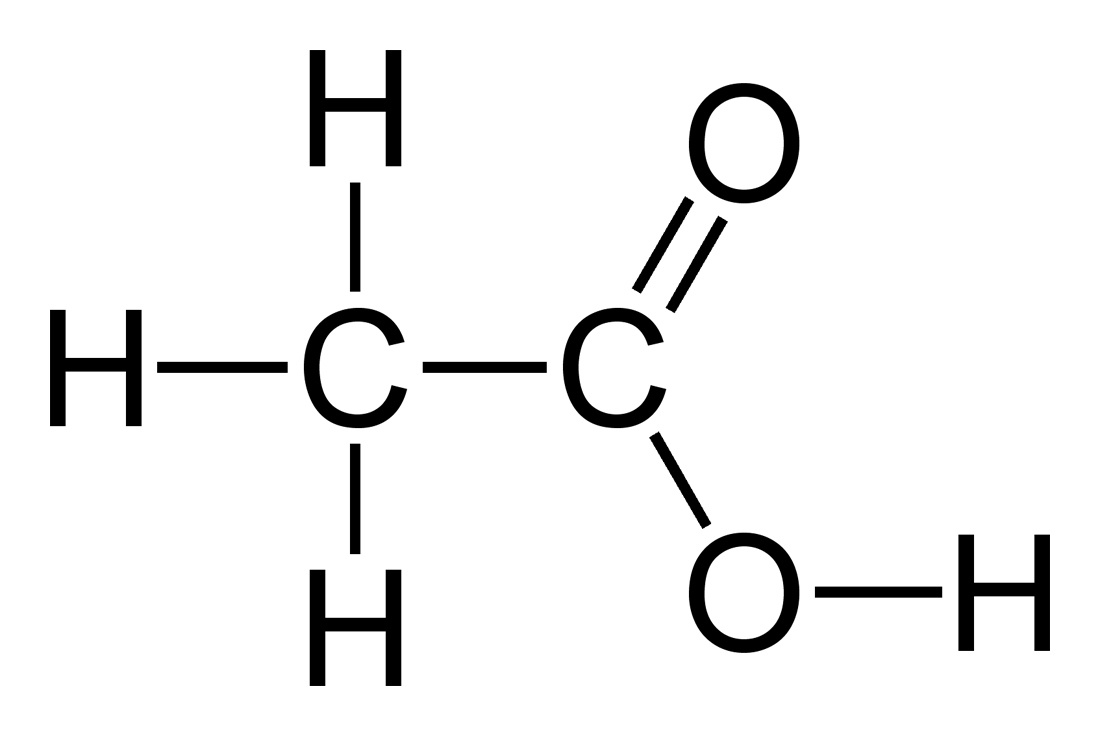
Ecetsav

Példa:
|     | + |  | \| -2H \| \| \| |  |
| -2H |   |  |                 |  |
|     |   |  |                 |  |

Az 5-hidroxiindolecetsav(en) másik szabályos neve 2-(5-hidroxi-1H-indol-3-il)ecetsav. Itt a konjunkciót két művelettel helyettesítettük: szubtrakcióval eltávolítottunk egy hidrogént az első vegyületből ( 2-(5-hidroxi-1H-indol-3-il) ), majd az így kapott atomcsoportot szubsztitúcióval kapcsoltuk az ecetsavhoz. A szubsztitúció távolította el a hidrogént az ecetsavból.
Másik példa a vinil-acetilén. Gyűrű és oldallánc összekapcsolásakor ez a megoldás a támogatott. Példa: sztirol-oxid.
Két azonos vegyület összekapcsolásakor használhatjuk a többszöröző előtagokat:

2,2'-

### Szubtrakció
Egy elem, ion vagy atomcsoport eltávolítása.
A leggyakoribb használat a hidrogént eltávolító -il utótag. Pl.: metán → metil. Ugyancsak gyakori a két hidrogént eltávolító, kettős kötést létrehozó -én, ill. a négy hidrogént eltávolító -in utótag.
Példa:

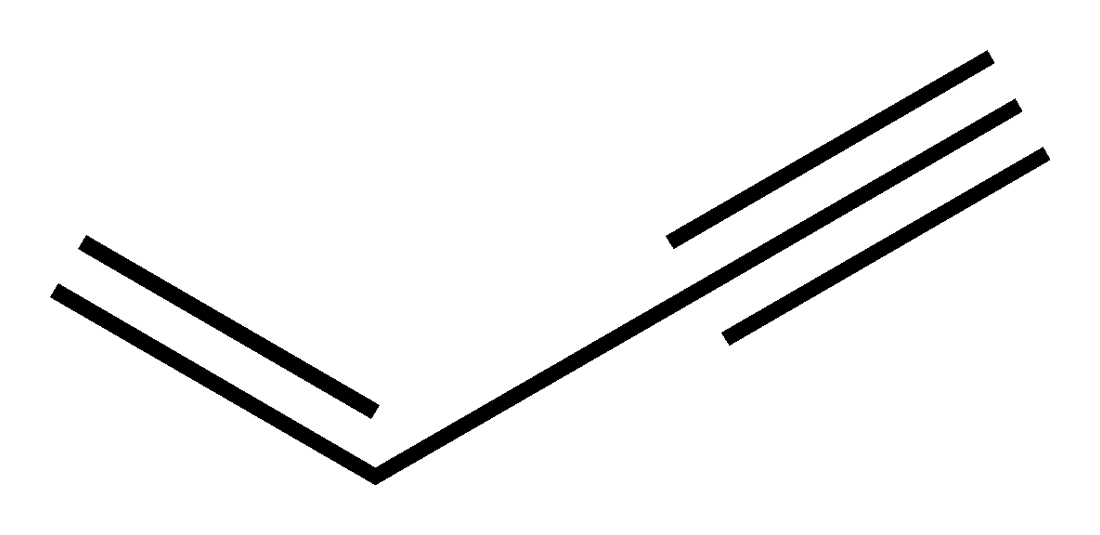
Vinil-acetilén
But-1-én-3-in

Bután

|  |  | A vinil-acetilén(en) név két lépésben keletkezett. Az etilénből (CH2=CH2) szubtrakcióval eltávolítottunk egy hidrogénatomot, így kaptuk a nevezéktanbeli vinil(en) triviális nevet. A vinilcsoportot szubsztitúcióval kapcsoltuk az ugyancsak szabályos triviális nevű acetilénhez. A vegyület másik neve a nevezéktanban but-1-én-3-in. Az 1-én az 1-es és 2-es szénatomról eltávolít egy-egy hidrogént, és kettős kötést hoz létre közöttük. A 3-in a 3-as és 4-es szénatomról távolít el 2-2 hidrogént, hármas kötést eredményezve. |

Példák előtagra: dehidro-, deoxo, nor- (CH2– eltávolítása).

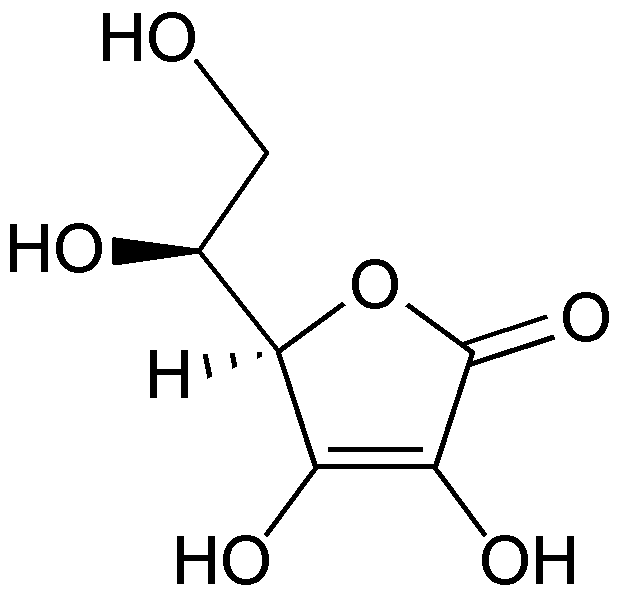
Aszkorbinsav

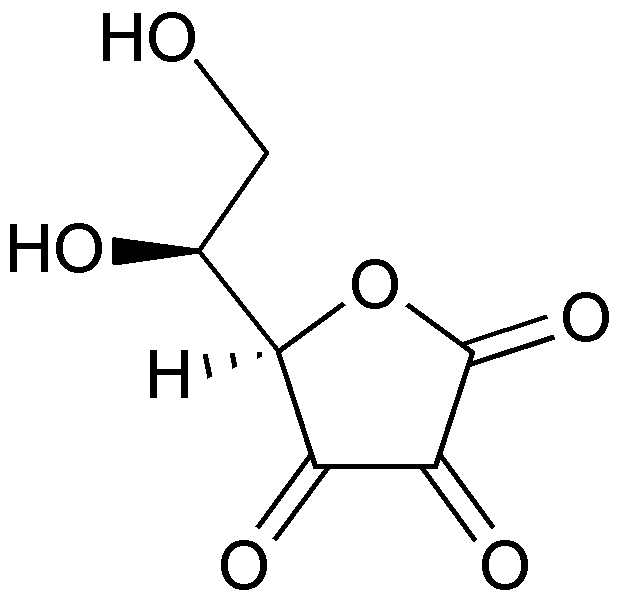

|     | \| -2H \| \| \| |  | Bár az aszkorbinsav név az IUPAC-nómenklatúrában nem szabályos (a név Szent-Györgyi Alberttől, a C-vitamin előállítójától származik), a példa jól mutatja a szubtrakció alkalmazását triviális nevű vegyületen. (Az aszkorbinsav szabványos nemzetközi gyógyszerszabadnév.) |
| -2H |                 |  | |
|     |                 |  | |

### Gyűrűképzés
A ciklo- előtag a nyílt láncú vegyület két végén levő atom közötti kötést hoz létre egy-egy hidrogén eltávolításával. Például:
|  |  |

Bután

Ciklobután

A szeko- előtaggal a gyűrűhasítás is megengedett művelet, ez azonban csak bonyolult vegyületeknél fordul elő.

### Többszörözés
Ha egy vegyületben egy atomcsoport többször fordul elő, a többszöröző előtagok használatával a név leegyszerűsíthető. Atomcsoport többszörözésére gyakran a bisz-, trisz- stb. előtagot használjuk.

## Vegyületnév előállításának lépései
Az IUPAC nevezéktan lehetővé teszi, hogy egy vegyületnek többféle szabályos neve legyen, így a létrehozónak van egy kis mozgástere a felhasználástól függő név kiválasztásában.
1. A nómenklatúra kiválasztása
2. Az utótag vagy osztály kiválasztása. Csak egyféle típus választható ki: ez lesz az alapcsoport. Az összes többi szubsztituenset előtagként kell megadni.
3. Az alapvegyület (alaplánc vagy preferált gyűrű(rendszer)) kiválasztása, beleértve a tőle nem elválasztható előtagokat.
4. Az alapcsoport és az alapvegyület nevének meghatározása.
5. Az előtagok és infixek (néven belüli módosító tagok) meghatározása (a többszöröző tagokat is beleértve). A struktúrák számának meghatározása amilyen részletességgel lehetséges.
6. A fennmaradó előtagok nevének meghatározása. A teljes vegyület atomjainak számozása.
7. Az előtagok összegyűjtése és abc-rendezése.

## Kapcsolódó lapok
- szerves kémia
- funkciós csoport
- kémiai számnevek
- nyílt szénlácú nómenklatúra